# 薛廷寵
薛廷寵（1498年—？年），字汝承，號萃軒，福建福州府福清縣人，明朝政治人物。同進士出身。

## 生平
嘉靖七年（1528年）戊子科福建鄉試第三十六名舉人，嘉靖十一年（1532年）壬辰科會試一百十六名，廷試第三甲第一百三十名進士。吏部觀政，十四年十一月由行人選刑科給事中，十五年十二月升刑科右，十六年八月遷工科左給事中，十八年二月册立皇太子、二王，充副使，与正使華察奉命出使朝鮮，擢吏科都給事中，十八年九月掌京察，卒于官。
著有《諫垣奏議》四卷。

## 家族
曾祖薛世暉，祖薛尚脩。父薛德佐，母莘氏；繼母李氏。慈侍下。弟廷寘；廷亮。子薛一舉。
继室卫氏，京师人。年十九守寡，卫父母怜其年少，又闽道万里，欲留之，卫不可，竟扶柩间关返。独处一室，即薛氏亲党罕睹其面。遇廷宠忌辰，张遗像恸哭。年四十余卒。